# Szarafiowy Żleb

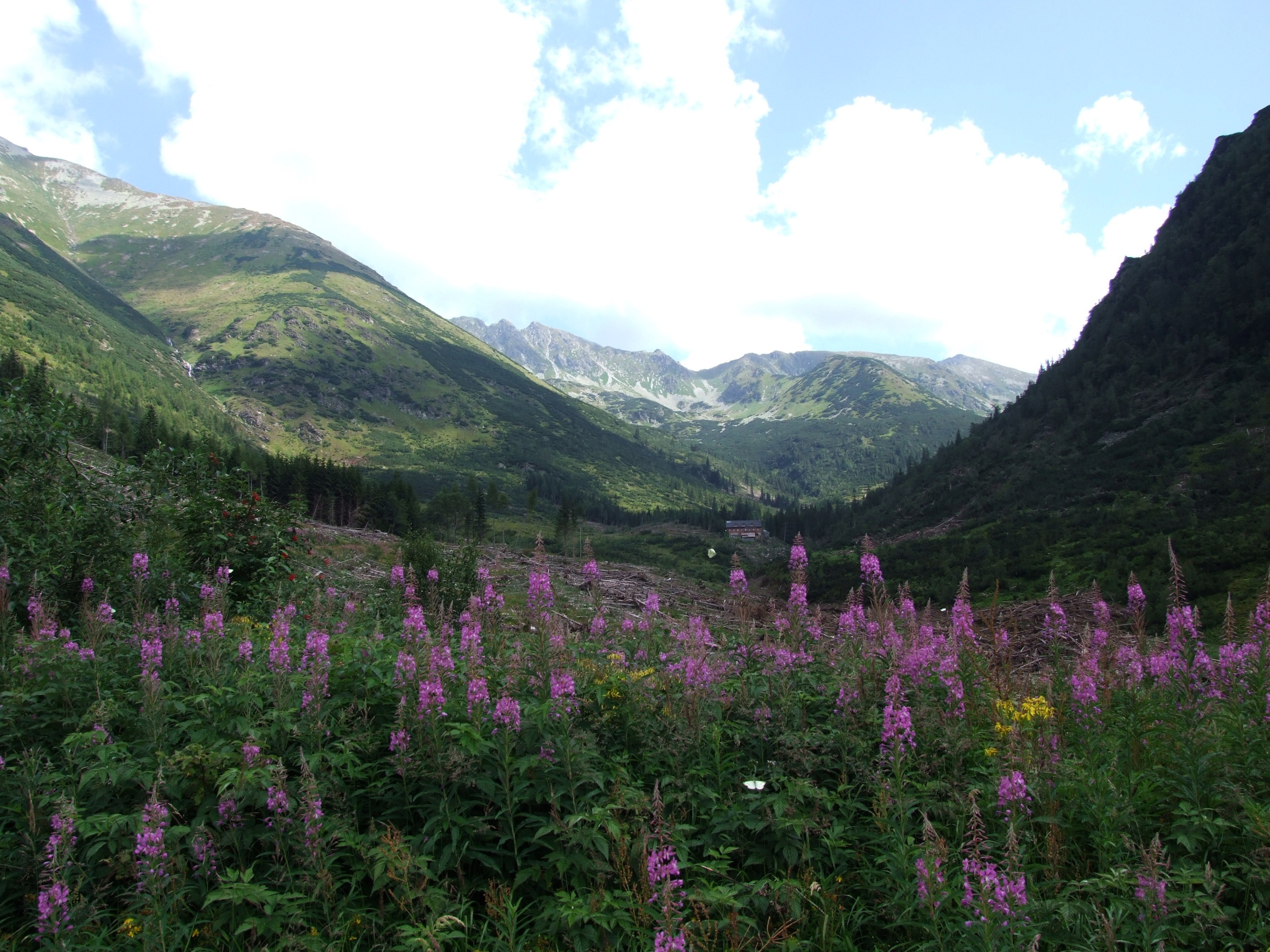
Dolina Żarska i Szarafiowy Żleb (po lewej stronie)

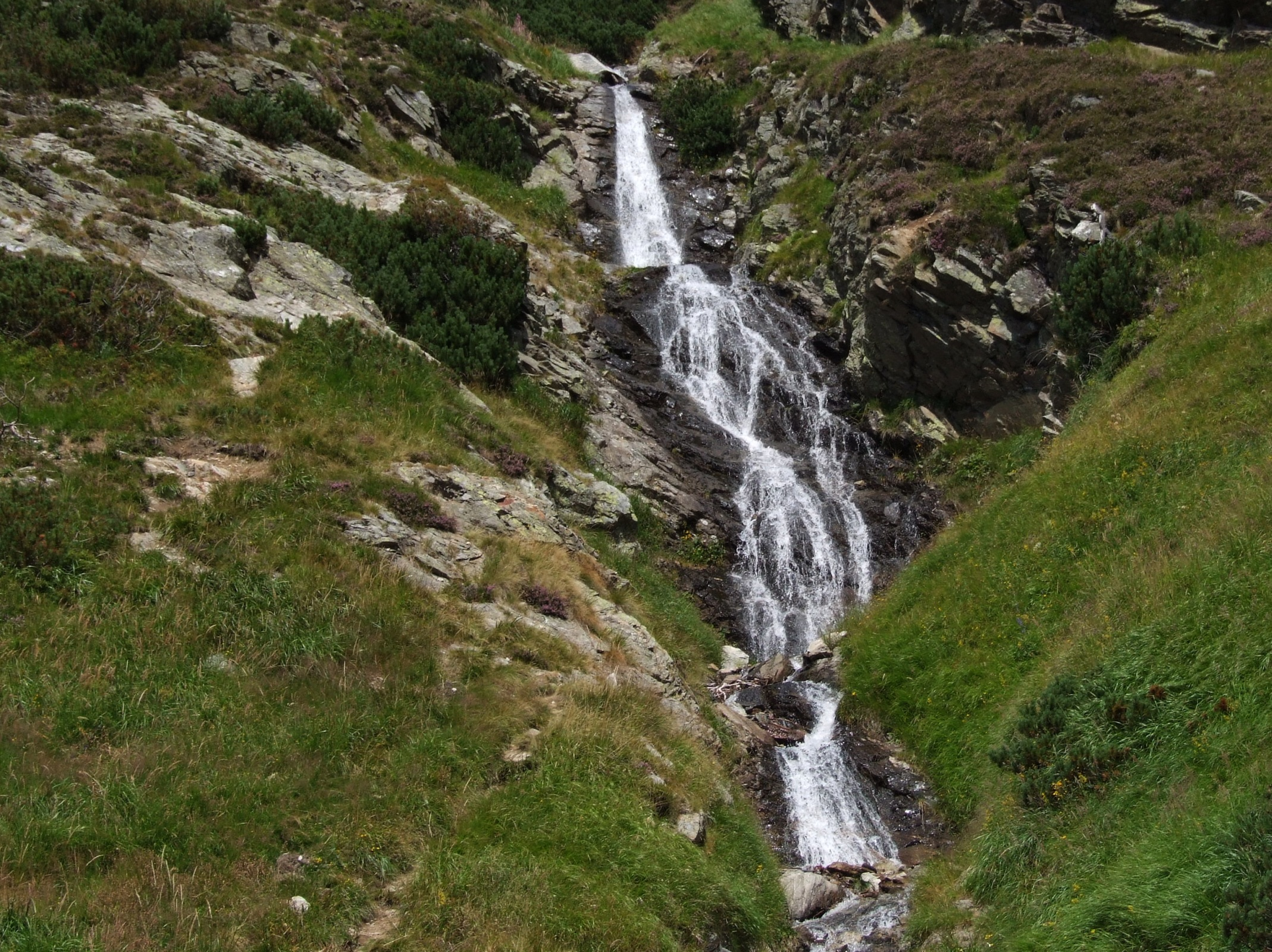
Szarafiowa Siklawa

Szarafiowy Żleb (słow. Šarafiový jarok) – żleb w orograficznie prawych zboczach Doliny Żarskiej w słowackich Tatrach Zachodnich. Opada spod Jałowieckiego Przysłopu (2142 m) w południowym kierunku do środkowej części tej doliny, nieco poniżej Schroniska Żarskiego (ok. 1200 m n.p.m.). Jego dnem spływa Szarafiowy Potok, na którym znajduje się kilka kaskad wodospadu Szarafiowa Siklawa. W górnej części ma kilka bocznych ramion, lewe, najbardziej skrajne podchodzi pod Pośredni Przysłop i również spływa nim potoczek.
Szarafiowy Żleb przecina szlak turystyczny. Kosodrzewina na stokach żlebu została wyniszczona w wyniku kilkuwiekowego pasterstwa, jego stoki są kamienisto-trawiaste, wskutek czego zimą schodzą żlebem do Doliny Żarskiej duże lawiny. Od czasu zniesienia pasterstwa kosodrzewina stopniowo odnawia się. W widłach Smreczanki i ujścia Szarafiowego Potoku znajduje się niewielki Stawek w Dolinie Żarskiej.

## Szlaki turystyczne
– zielony szlak od Schroniska Żarskiego obok Symbolicznego Cmentarza Ofiar Tatr Zachodnich, przez Szarafiowy Żleb i Jałowiecką Przełęcz na Banówkę. Czas przejścia: 3 h, ↓ 2 h